# Etheostoma erythrozonum
Etheostoma erythrozonum is een straalvinnige vissensoort uit de familie van de echte baarzen (Percidae). De wetenschappelijke naam van de soort is voor het eerst geldig gepubliceerd in 2009 door Switzer & Wood.